# Монтекијаро Аквезио (Пјаченца)
Монтекијаро Аквезио је насеље у Италији у округу Пјаченца, региону Емилија-Ромања.
Према процени из 2011. у насељу је живело 18 становника. Насеље се налази на надморској висини од 373 м.